# Cheonhado

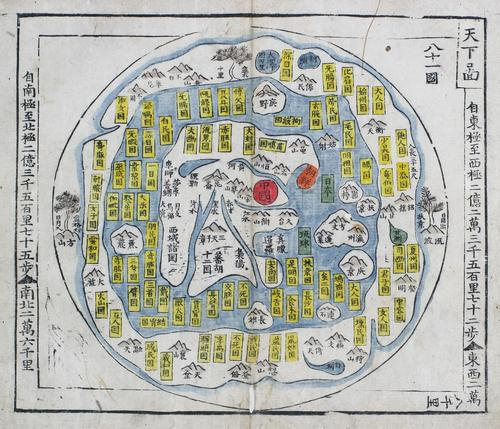
Cheonhado.

El Cheonhado (hangul:천하도, hanja:天下圖, literalmente "Mapa del mundo bajo los cielos") es un tipo de mapa mundial circular desarrollado en Corea durante el siglo XVII. Está basado en el término coreano para mapa, chida, traducido aproximadamente como "dibujo de tierra".
Los mapas Cheonhado surgieron como consecuencia del descubrimiento del conocimiento geográfico de Occidente, por parte de los coreanos, pero su contenido se basó en fuentes tradicionales asiáticas y su estilo fue asiático. La estructura de los mapas consiste en un continente interno donde se señalan lugares históricos, un mar interno donde se señalan nombres conectados a las descripciones de la inmoralidad taoísta, un continente externo y un mar externo.
Sorprendentemente, los mapas no reflejaban los altos niveles de conocimiento geográfico del que disponían los coreanos, pero esto no parece ser intencional. En parte, esto se debe a que la distancia náutica entre Corea y otras localidades del Sureste Asiático afectaba la percepción que tenían los cartógrafos del Asia. Asimismo, los cartógrafos europeos contemporáneos a menudo dibujaban a Corea como una isla.
Algunos eruditos han atribuido el desarrollo de los mapas circulares coreanos a la influencia occidental, como por ejemplo, los mapas de Matteo Ricci o Giulio Aleni, en cuyo caso la masa continental central puede verse como una combinación de Asia, África y Europa, con un continente tipo "anillo" que representa a América.
Este tipo de mapas fueron producidos únicamente en Corea, pues no se ha encontrado ejemplar alguno tanto en Japón como en China. Los Cheonhado fueron populares en Corea hasta finales del siglo XIX.